# Вале-Фрешозу
Вале-Фрешозу (порт. Vale Frechoso; МФА: [ˈva.ɫɨ fɾɨ.ˈʃo.zu]) — парафія в Португалії, у муніципалітеті Віла-Флор. Розташована в північно-східній частині країни, на теренах історичної португальської провінції Трансмонтана. Входить до складу округу Браганса. За адміністративним поділом, чинним до 1976 року, терени парафії були складовою провінції Трансмонтана і Верхнє Дору. Належить до Брагансько-Мірандської діоцезії Католицької церкви. Патрон — святий Лаврентій. Площа — 19,3012 км². Населення — 189 ос. (2011). Слабо урбанізований регіон. Густота населення — 9,79 осіб/км²
. Код — 041015.

## Населення
| Кількість мешканців | Кількість мешканців | Кількість мешканців | Кількість мешканців | Кількість мешканців | Кількість мешканців | Кількість мешканців | Кількість мешканців | Кількість мешканців | Кількість мешканців | Кількість мешканців | Кількість мешканців | Кількість мешканців | Кількість мешканців | Кількість мешканців |
| ------------------- | ------------------- | ------------------- | ------------------- | ------------------- | ------------------- | ------------------- | ------------------- | ------------------- | ------------------- | ------------------- | ------------------- | ------------------- | ------------------- | ------------------- |
| 1864                | 1878                | 1890                | 1900                | 1911                | 1920                | 1930                | 1940                | 1950                | 1960                | 1970                | 1981                | 1991                | 2001                | 2011                |
| 326                 | 336                 | 506                 | 412                 | 423                 | 393                 | 379                 | 454                 | 503                 | 498                 | 316                 | 292                 | 277                 | 241                 | 189                 |